# Joaquín Ibarra
Joaquín Ibarra (Saragossa, 20 de juliol de 1725 - Madrid, 13 de novembre de 1785) va ser un tipògraf i impressor espanyol. Juntament amb Bodoni, Fournier, Didot i Baskerville, fou un dels capdavanters del renaixement de les arts gràfiques a Europa al segle xviii.

## Biografia
Joaquín Ibarra i Marín va néixer a Saragossa el 20 de juliol de 1725. De jove es va traslladar a Cervera (Segarra) on va ser aprenent a la Impremta Pontifícia i Real de la Universitat de Cervera. A Cervera Joaquín va alternar el seu aprenentatge tipogràfic amb els estudis universitaris de gramàtica, llatí i grec, arribant a dominar el llatí com els homes doctes de la seva època.
El 1754 es va traslladar a Madrid, on va instal·lar un taller d'impremta que va arribar a tenir gran fama i més de 100 treballadors. Va tenir com a regent a Juan José Sigüenza i com a cap de premsistes a Pedro Rodríguez (inventor d'un model de premsa). Va treballar amb excel·lents gravadors i fonedors com Gerónimo Gil, Eugenio Pradell, Espinosa de los Monteros, Merlo, etc. Els seus treballs eren molt superiors estilísticament als que s'imprimien a l'època a tot Espanya.
El 1780 va fer, per encàrrec de la Reial Acadèmia Espanyola, una edició gran del Quixot que va tenir un gran renom. En aquesta edició, per tal de fer desaparèixer de les vores de les làmines, impreses per calcografia, va tenir la idea de setinar el paper imprès, premsant-lo per treure-li les petjades dels caràcters i de la pressió del tòrcul. Aquesta tècnica de setinar el paper va ser una gran innovació que li va donar molt prestigi arribant a ser elogiat per Bodoni i Didot.
El seu treball va ser reconegut en ser nomenat Impressor de Cambra del rei Carles III, del Suprem Consell d'Índies, de l'Arquebisbe Primat, de la Reial Acadèmia Espanyola i de l'Ajuntament de Madrid, càrrecs obtinguts gràcies a la seva cultura i als seus grans coneixements tècnics i artístics.
Va morir a Madrid el 13 de novembre de 1785, als seixanta anys. Després de la seva mort, la impremta va prendre el nom de "Vídua d'Ibarra, fills i companyia".

## Obra

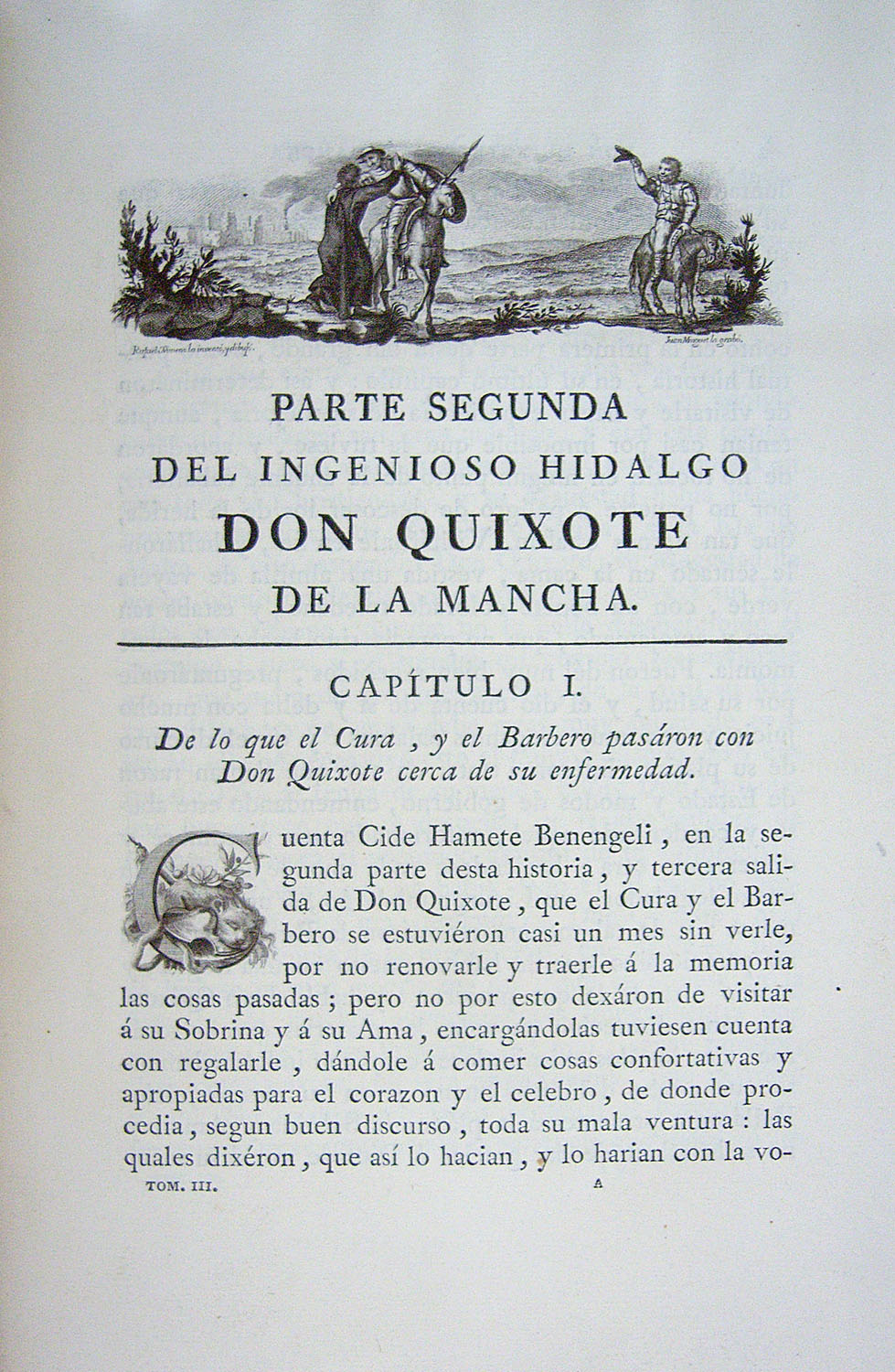
Don Quixot de La Manxa.

Al taller de Ibarra hi havia setze premses per a la impressió i entre els seus operaris hi havia alguns notables pintors i gravadors, com Salvador Carmona i Mariano Maella. Va ser exigent en l'admissió d'oficials i no admetia aprenents si no coneixien la llengua llatina i tenien prou cultura general. Les estampacions d'Ibarra es distingien per la nitidesa d'impressió i vigor de la tinta, fabricada per ell mateix, segons procés i composició especials. Les seves obres compositivament estaven molt reeixides, jugant amb els marges, els elements gràfics, i amb una tipografia elaborada, aconseguint així que el treball resultant fos elegant i clar.
Va imprimir més de 2500 llibres, entre ells cal destacar:
- Les dues edicions del Psalterium Paraphrasibus iIlustratum (1762-1780), ambdues contenen un pròleg en llatí escrit pel mateix Ibarra.
- La Conjuración de Catilina i La Guerra de Jugurta, de Salustio.
- El Missal Mossàrab-Breviarium Gothicum-, estampat el 1775 amb dibuixos de Maella i làmines calcogràfiques gravades per Carmona.
- La segona edició del Viaje de España, per Antonio Ponz.
- Viajes fuera de España, del mateix autor, en 1785.
- La Historia de España, del Pare Mariana, impresos en 1780.
- Don Quixot de La Manxa, de Cervantes, la primera edició que la Reial Acadèmia Espanyola encarregar. Va ser impresa de 1777-1780, gravats per Gerónimo Gil.

Va escriure metòdicament les seves observacions tècniques que va elevar a regles, donant lloc el 1811 a la publicació del primer manual espanyol de Tipografia, titulat Mecanismo del Arte de la Imprenta, escrit pel seu deixeble José Sigüenza i Vera.

## La tipografia Ibarra

Tipografia Ibarra

Tipografia Ibarra Real

El 1931, la Casa Gans decideix editar un llibre homenatge a Joaquín Ibarra, amb un nou tipus, el "Elzeviriano Ibarra", el primer tipus amb el nom de l'impressor.
El 1993, la Universitat de Saragossa crea un projecte per recuperar tipografies espanyoles. Crea la primera Ibarra digital
El 2005, José María Ribagorda, amb motiu del quart centenari de la publicació del Quixot, crea la Ibarra Real. Aquesta tipografia es basa en la utilitzada per Joaquín Ibarra en l'edició del Quixot de 1780.
El 2009, Microsoft tria la tipografia Ibarra Real per incorporar dins del seu sistema operatiu.